# Sisu Auto
Sisu Auto — фінська компанія, що виробляє вантажні автомобілі. Sisu в перекладі з фінського означає «завзятість, витривалість, непохитність».

## Історія
Sisu була створена в 1931 році. У 1932 році компанія почала випуск 1,5-тонних вантажівок S-321 і S-323 (оснащених двигунами Volvo Penta шведського виробництва), які почали надходити на озброєння фінської армії.

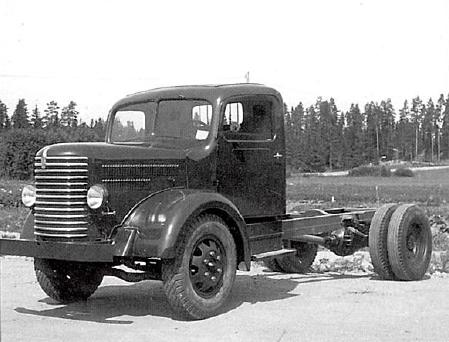
Sisu S-22

У 1934 році компанія почала виробництво вантажівок SO-3 (оснащених двигуном фінського виробництва), в 1936—1937 рр. виготовила для фінської поліції броньовик «Sisu», в 1938 році — почала виробництво 3,5-тонних вантажівок Sisu SH-6 (оснащених американськими двигунами Hercules).
Після Другої світової війни компанія змінила свою спеціалізацію на виробництво транспортних засобів для внутрішнього ринку. Основні напрямки включали вивезення лісу, будівництво, спеціалізовану техніку, а також, меншою мірою, міські та міжміські перевезення. Орієнтація на роботу в суворих північних умовах із високим навантаженням визначила деякі характеристики машин. Таких як значна вага ( внаслідок міцної рами з легованої сталі) та розмаїття колісних формул (від 4x2 до 10x10) з використанням власних мостів. Компетентність і висока якість мостів Sisu настільки значні, що вони, як і раніше, широко експортуються.

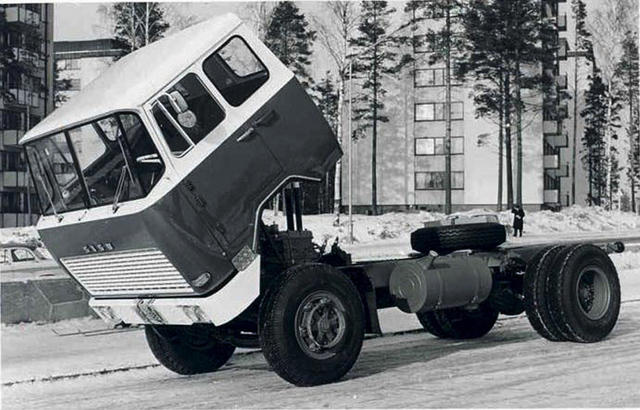
Sisu KB-117

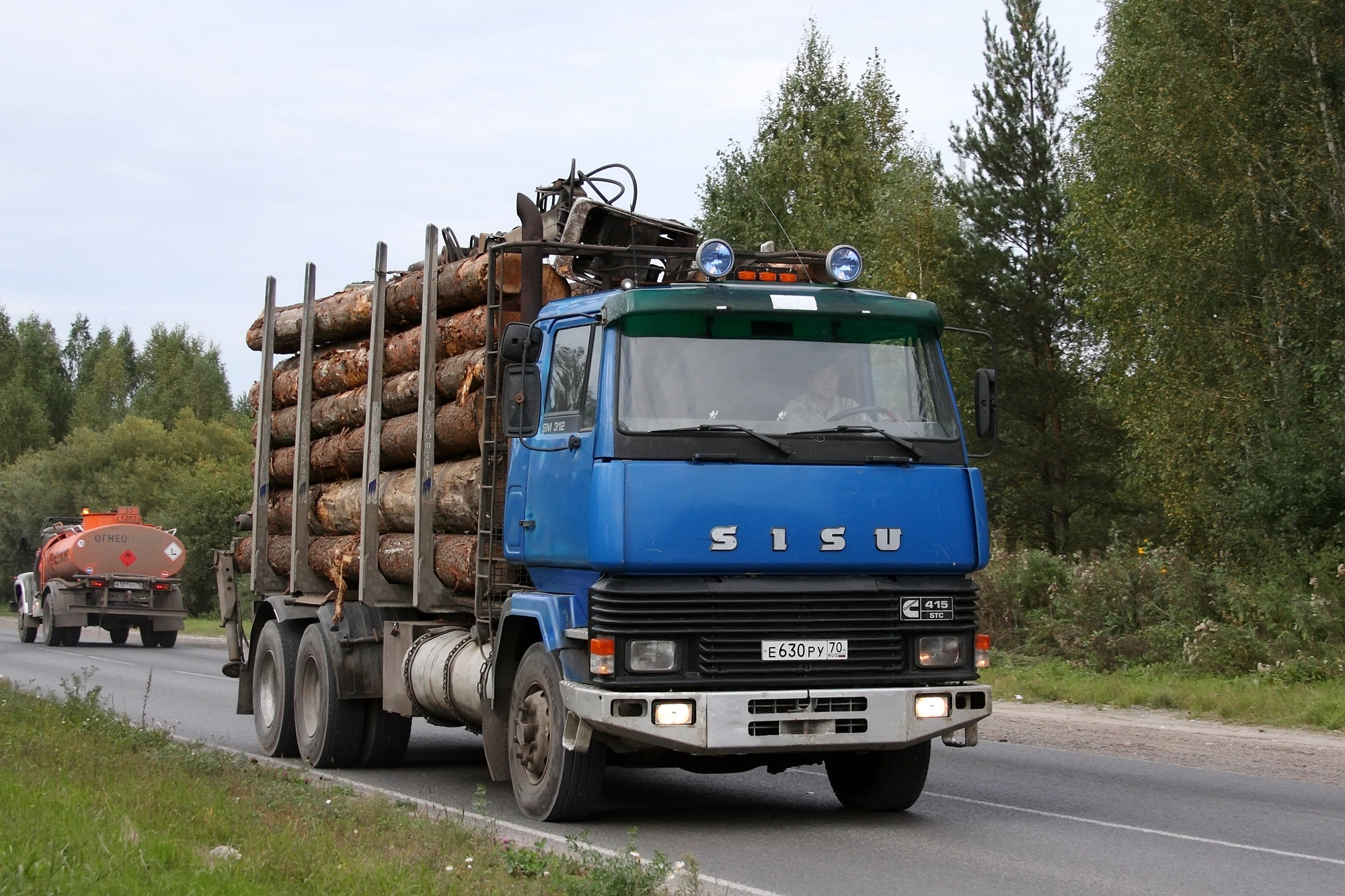
Sisu SM 312

Уже до кінця 1950-х років компанія самостійно виготовляла всі вузли для своїх вантажівок, сміливо впроваджувала передові технічні новинки. СРСР став постійним покупцем вантажівок Sisu тільки на початку 70-х років. Перша партія складалася з автомобілів-рефрижераторів для обслуговування магазинів «Океан». Потім в СРСР було поставлено кілька сот лісовозів, тягачів, самоскидів і інших машин Sisu.

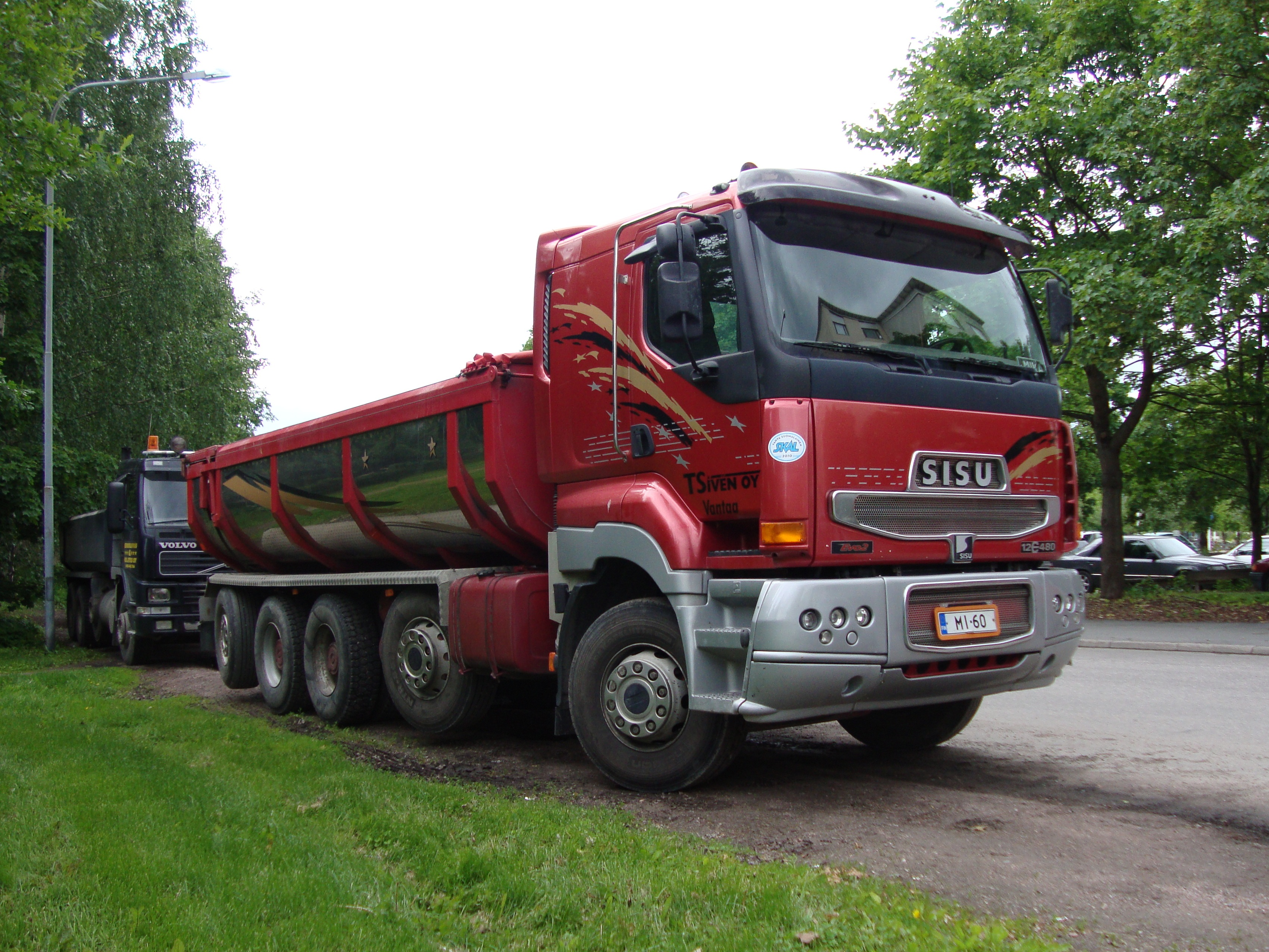
Sisu E12 (480)

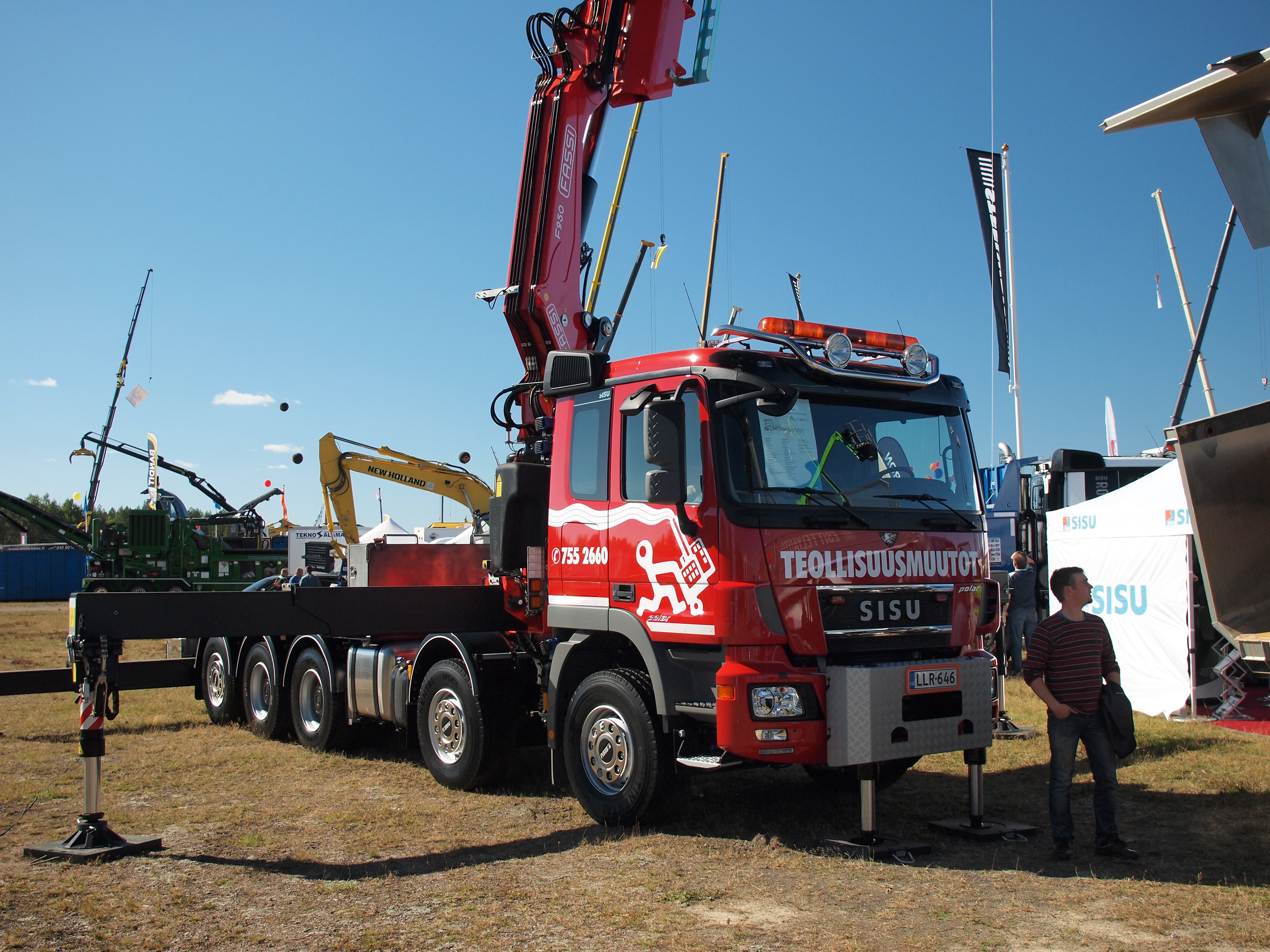
Автокран Sisu Polar

Sisu Auto входить до складу концерну Оу Sisu AB, що випускає техніку для лісового господарства, трактори, портові тягачі та навантажувачі, військове обладнання. З 1996 року Оу Sisu AB — повноправний член машинобудівної групи Partek. Фірма Sisu Auto володіє заводом в Карія, недалеко від Гельсінкі, де зайнято 670 чоловік. Щорічний обсяг виробництва в 60 — 70-х становив понад 1000 машин, в 80-ті роки цей показник знизився до 750 одиниць, на початку 90-х впав ще на третину. В останні роки випускається по 500—550 вантажівок. З них близько 85 % залишаються в Фінляндії. Частка Sisu на місцевому ринку в класі вантажівок повною масою понад 16 т-близько 25 %.
На сьогоднішній день Sisu працює тільки на замовлення і пропонує велику кількість автомобілів з колісними формулами від 4x4 до 10x10, повною масою понад 18 т. Машини комплектуються двигунами Mercedes-Benz, Caterpillar і Renault, трансмісіями ZF, Allison і Fuller, роздавальними коробками Steyr, зчепленнями Spicer.
Самостійно Sisu виготовляє рами, кабіни, ведучі та ведені мости. Останні йдуть на експорт до багатьох країн світу. Неведучі керовані підйомні мости з електрогідравлічним приводом можуть підніматися навіть з повним навантаженням автомобіля. Вони встановлюються спереду або ззаду, а іноді відразу по обидва боки від задньої провідної осі. Це обумовлено саме тієї самої фінської специфікою, коли, наприклад, лісовоз повинен спочатку працювати в глибокому снігу на лісосіці, а потім виїжджати з вантажем на шосейну дорогу. На бездоріжжі підйом одного-двох відомих мостів дозволяє збільшити зчіпну вагу на ведучу вісь і підвищити прохідність, а при русі по шосе ці мости опускаються, зменшуючи осьові навантаження. Автомобілі або автопоїзда повною масою 32; 44 і 60 т, що транспортують вантаж по дорогах загального користування, в Фінляндії повинні мати відповідно 4, 5 і 7 осей. Так на Sisu з'явилися незвичайні великовантажні самоскиди з колісними формулами 8x2 і 10x2 з декількома підйомними осями, 60-тонні лісовози з тривісними тягачами 6x2 і 4-оснимі причепами довжиною до 22 м, автопоїзда, що складаються з 5-осного тягача 10x4 і двовісного напівпричепа. Щоб задіяти незнаючим осі, використовуються спеціальні зубчасті барабани, опускаються між колесами сусідніх осей і передають примітивним фрикційним способом крутний момент від ведучих коліс на ведені.
Щоб перемогти холод, всі моделі оснащуються численними системами підігріву: паливних фільтрів, трубопроводів, гальмівних механізмів, картерів коробки передач, головної передачі, двигуна. У конструкції використовуються морозостійкі сталі, пластмаси та полімерні вироби. Кабіна покривається багатошаровим антикорозійним покриттям, має посилену теплоізоляцію і потужні опалювачі. Шасі вражають масивністю і вселяють впевненість в їх надійності. Особливо міцна рама збирається з швелерів на болтах. Підвіски — на широких ресорах. Величезні алюмінієві баки вміщують 400—500 л палива.